# Caryotophora skiatophytoides
Caryotophora skiatophytoides là một loài thực vật có hoa trong họ Phiên hạnh. Loài này được Leistner mô tả khoa học đầu tiên năm 1958.